# Подрумичеви
Подрумичевите (Anthemideae) са триб растения от семейство Сложноцветни (Asteraceae).
Включва голям брой родове тревисти растения, сред които подрумиче, равнец, пелин и хризантема.
Таксонът е описан за пръв път от Анри Касини през 1819 година.

## Подтрибове
- Anthemidinae
- Artemisiinae
- Athanasiinae
- Brocchiinae
- Cotulinae
- Cotulineae
- Glebionidinae
- Handeliinae
- Inulantherinae
- Lepidophorinae
- Leucantheminae
- Leucanthemopsidinae
- Lonadinae
- Matricariinae
- Osmitopsidinae
- Pentziinae
- Phymasperminae
- Santolininae
- Tanacetinae
- Ursiniinae